# Камский, Иван
Иван Камский — русский актёр немого кино, снимавшийся в фильмах киноателье Ханжонкова в 1908 — 1909 годах.

## Биография
В 1908 году Иван Камский, один из актёров труппы Введенского народного дома, был приглашен Василием Гончаровым в «Торговый дом Ханжонкова» сниматься в фильме «Русская свадьба XVI столетия» в роли свата. Через несколько месяцев, режиссёр Пётр Чардынин предлагает Ивану Камскому снятся в фильме «Женитьба» по одноимённой пьесе Николая Гоголя, Камский соглашается. В декабре 1909 года тот же Пётр Чардынин предложил Ивану Камскому сыграть роль помещика Чичикова в фильме «Мёртвые души», по роману Гоголя.

## Фильмография
- 1908 — «Русская свадьба XVI столетия» — сват.
- 1909 — «Женитьба» (не сохранился)[1].
- 1909 — «Мёртвые души» — Павел Иванович Чичиков.